# غاري سميث (لاعب هوكي الجليد)
غاري سميث (بالإنجليزية: Gary Smith)‏ (و. 1944  م) هو لاعب هوكي الجليد، من كندا، ولد في أوتوا، يلعب كحارس مرمى ‏.

## روابط خارجية
- غاري سميث على موقع دوري الهوكي الوطني (الإنجليزية)
- غاري سميث على موقع EliteProspects.com (الإنجليزية)
- غاري سميث على موقع HockeyDB.com (الإنجليزية)
- غاري سميث على موقع Hockey-Reference.com (الإنجليزية)